# Ángel Molinari
Ángel Molinari (fl. XX secolo) è stato un dirigente sportivo argentino, presidente del Club Atlético River Plate nel 1932.

## Biografia
Successore di Luis Minuto, che terminò il suo incarico prima della fine dell'anno, Molinari fu nominato presidente per i mesi rimanenti; il 20 novembre 1932 il River vince il suo primo titolo nel calcio professionistico argentino. Nel 1936 fu presidente della Asociación del Fútbol Argentino.